# Minor Hill
Minor Hill est une municipalité américaine située dans le comté de Giles au Tennessee.
Selon le recensement de 2010, Minor Hill compte 537 habitants. La municipalité s'étend sur 1,72 mille carré (4,45 km2).
La localité est nommée d'après une colline (en anglais : hill) baptisée en l'honneur de John Minor, un colon,. Minor Hill devient une municipalité en 1870 puis à nouveau en 1968.